# Управление на времето
Управлението на времето е обобщаващ термин за различни методи и умения, предназначени да планират и контролират времето, прекарано в различни дейности, за да подобрят ефикасността и производителността. Концепцията обикновено се отнася до изпълнението на планиране, задаване, определяне на цели, делегиране на правомощия, анализ на действителното използване на времето, контрол, планиране и приоритизиране.
Обикновено управлението на времето се отнася до света на труда, но понякога значението му се разширява и включва лични дейности като социален живот, семейство, хоби, лични интереси и ангажименти.
Управлението на времето може да бъде подпомогнато от различни умения, инструменти и техники.

## Гледни точки
Разликите в начина, по който дадена култура възприема времето, могат да окажат влияние върху начина, по който хората от тази култура управляват времето си.

### Линейна
При линейното възприемане на времето то преминава от един момент към следващия в линеен вид. Тази концепция е доминираща в Америка, както и в повечето европейски държави, като Германия, Швейцария и Англия. Хората в тези култури обикновено отдават голямо значение на продуктивното управление на време и избягват решения и действия, които биха довели до изгубено време. Това линейно възприемане на времето се свързва с това, че тези култури са монохронни, тоест предпочитат да вършат действията последователно. Тази културна гледна точка води до по-добър фокус в изпълнението на отделни задачи и затова води и до по-продуктивно управление на времето.

### Мултиактивна
В такива култури повечето хора се чувстват по-щастливи, когато вършат повече дейности или задачи едновременно. Мултиактивните култури са полихронни. Тази гледна точка за времето е популярна в повечето държави в Южна Европа, като Испания, Португалия и Италия. Хората там често прекарват повече време като се занимават с неща, които смятат за по-важни, като например приключването на социални разговори. В бизнес среда те рядко обръщат внимание на това колко дълго трае дадена среща. При тях по-важно е качеството на срещата. Като цяло културният фокус е върху синергия и креативност за сметка на ефективността.

### Циклична
При цикличните култури времето не е нито линейно, нито обвързано със събития. Времето се смята за циклично, тъй като дните, месеците, годините, сезоните и събитията се появяват периодично. Тук времето не може да бъде изгубено, защото винаги ще се върне отново по-късно. Затова и то е неограничено. Тази гледна точка е популярна в повечето държави в Азия, включително в Япония, Китай и Тибет. В тези култури е най-важно една задача да бъде извършена вярно, затова хората от тези култури прекарват повече време да обмислят решенията си и възможните последици от тях, преди да действат. Повечето хора от тези култури разбират, че другите хора може да имат различни виждания за времето и се съобразяват с това, когато действат в глобален мащаб. Това отворено разбиране е нещо, което всички култури могат да приложат, за да подобрят бизнес взаимоотношенията си на международно ниво.

## Определяне на приоритети и цели
Стратегиите за управление на времето често се асоциират с препоръката за определяне на лични цели. В литературата се набляга на теми като:
- „Работи по приоритет“ – определяй цели и приоритизирай
- „Определяй гравитационни цели“ – такива, които привличат действия автоматично

Тези цели се записват и могат да бъдат разделени в проект, план за действие или лист със задачи. За отделните задачи и цели може да бъде определена подредба по важност, да бъдат сложени крайни срокове и приоритети. В резултат от този процес може да се създаде план със списък от задачи, график или календар с дейности. Може да се използва дневно, седмично, месечно планиране или такова на друг период. Това може да се случи по различни начини като част от тях са следните.

### Анализ ABCD
Тази техника се използва в бизнес управлението от много време. С нея се категоризират много данни в групи. Тези групи често се именуват „A“, „B“, „C“ и „D“, откъдето идва и името на техниката. Дейностите се класират по тези основни критерии:
- A – задачи, които са спешни и важни
- B – задачи, които са важни, но не са спешни
- C – задачи, които не са важни, но са спешни
- D – задачи, които нито са важни, нито са спешни

След това всяка група се организира по приоритет. За допълнително приоритизиране някои избират насила да вкарат всички B елементи или в група A, или в група C. Този анализ може да включва и повече групи.
Този анализ често се комбинира с метода „Парето“.

### Метод „Парето“
Тази идея е аналогична на принципа на Парето, че 80% от задачите могат да бъдат завършени 20% от времето. Останалите 20% от задачите ще изискват 80% от времето. Съгласно този метод задачите трябва да бъдат сортирани в една от тези две категории, а на първата категория трябва да се даде по-висок приоритет. Тъй като целта на управлението на времето е да се увеличи продуктивността, това може да бъде оправдано с аргумента, че 80% от производителността може да бъде постигната чрез изпълнение на 20% от задачите.

### Метод „Айзенхауер“
Методът „Айзенхауер“ произлиза от цитат от Дуайт Айзенхауер. Цитатът гласи: „Аз имам два вида проблеми – спешните и важните. Спешните не са важни, а важните никога не са спешни.“. Айзенхауер не твърди, че това е негово прозрение, а казва, че е на негов бивш колега президент, когото не назовава.
Използвайки принципа на Айзенхауер за решения, задачите се оценяват като се използват критериите важно/неважно и спешно/неспешно. След това се поставят в съответстващия квадрант на Матрицата на Айзенхауер. След това със задачите се работи по следния начин:
1. Важните и спешни задачи се изпълняват веднага и лично. Това са например кризи, крайни срокове и проблеми.
2. Важните и неспешни задачи получават краен срок и се изпълняват лично. Това са например взаимоотношения, планиране и отмора.
3. Неважните и спешни задачи се делегират. Това са например прекъсвания, срещи и дейности.
4. Неважните и неспешни задачи отпадат. Това са например задачите, които губят време, такива, които носят удоволствие и дреболии.

### POSEC метод
POSEC от английски език е акроним на „Prioritize by Organising, Streamlining, Economizing and Contributing“, което означава: „Приоритизиране чрез организиране, рационализиране, икономизиране и допринасяне“. Методът налага шаблон, който поставя акцент върху непосредственото чувство на средностатистическия индивид за емоционална и финансова стабилност. Според него, когато човек първо обърне внимание на собствените си отговорности, след това е по-добре подготвен да поеме колективни отговорности.
В акронима се вижда йерархия на самоосъзнаване, която следва йерархията на Пирамидата на потребностите на Маслоу:
1. Приоритизиране – приоритизиране на време и определяне на живота по цели.
2. Организиране – нещата, които трябва да се постигат редовно за постигане на успех (семейство и финанси).
3. Рационализиране – неща, които може да са неприятни, но все пак трябва да се свършат (работа и задължения).
4. Икономизиране – неща, които е хубаво да бъдат направени и дори са приятни за правене, но не са наложителни и спешни (забавления и социализиране).
5. Допринасяне – обръщане на внимание към малкото оставащи неща, които правят разлика в света (социални задължения).

## Елиминиране на неприоритети
В управлението на времето се включва и елиминирането на задачи, които не добавят стойност за индивида или организацията.
Според Сандберг, списъците със задачи не са ключа към продуктивността, за който се смятат. Според негови изчисления 30% от хората правещи списъци прекарват повече време да управляват тези списъци отколкото да вършат задачите, които реално са в тях.
Част от определянето на приоритети и цели е емоцията „притеснение“ и нейната функция да се игнорира настоящето и да се фиксира на бъдеще, което никога не става реалност. Това води до безполезна загуба на време и енергия. Това е ненужен разход или грешен аспект, който може да попречи на плановете заради човешки фактори. Методът „Айзенхауер“ е стратегия, използвана за изпълняването на притеснителни и наложителни задачи. Притеснението като стрес е реакция към набор от заобикалящи фактори. Разбирането на това, че стресът не е част от човека, дава възможност да се справя с тези заобикалящи фактори.
Промяната е трудна и ежедневните задачи са най-дълбоко вкоренените навици. За да се премахнат неприоритетите по време на учене, е препоръчително да се разделят задачите, да се улови моментът, да се преразгледа методът за управление на задачите, да се отложат неважните задачи (разбирано по настоящата релевантност и чувство за спешност, които отразяват желанията на човека, а не важността на задачата), да се контролира баланса в живота (почивка, сън, свободно време) и да се използва свободното и непродуктивното време (да се слушат аудиолекции, докато се чака на опашка и др.).
Определени ненужни фактори, които влияят върху управлението на времето са навиците, липсата на точно определение на задачата (липса на яснота), свръх покровителство на работата, чувство за вина за непостигане на целите и последващо избягване на настоящи задачи, дефиниране на задачи с по-високи очаквания, отколкото е реалната им стойност, фокусиране на въпроси, които имат очевидно позитивна перспектива, без реално да се оцени важността им за личните нужди, задачи, които изискват помощ и време и други.

## Изпълнение на цели
Списъкът със задачи съдържа в себе си задачи за изпълнение като задължения или стъпки за завършване на проект. Това е инструмент, които замества или подпомага паметта.
Списъците със задачи се използват в самоуправлението, мениджмънта, управлението на проекти и разработката на софтуер. Може да са включени повече от един списък.
Когато някоя от задачите в списъка е изпълнена, тя се отмята или задрасква. Традиционният метод е задачите да се записват на хартия с химикал или молив, обикновено се използват тефтери или клип бордове. Списъците със задачи могат да бъдат във формата на хартиени или софтуерни чеклисти (контролни списъци).
Днес са налични много дигитални еквиваленти. Има и няколко уеб-базирани приложения за списъци със задачи, като някои от тях за безплатни.

### Организиране на списък със задачи
Списъците със задачи са често диференцирани и многослойни. Най-простата многослойна система включва един основен списък със задачи и ежедневни отделни списъци със задачи. В основния списъс със задачи (или файл за събиране на задачи) се записват всички задачи, които човек трябва да изпълни. Ежедневните списъци със задачи се създават всеки ден и в тях се прехвърлят задачи от основния списък. Алтернатива е да се създаде списък със задачи за неизпъляване, за да се избегнат ненужните задачи.
Списъците със задачи често се приоритизират:
- Дневните списъци със задачи, подредени и номерирани по тяхната важност, се изпълняват в същия ред една след друга, докато времето го позволява. Според Айви Лий (1877 – 1934) това е най-печалившият съвет, който е получил от Чарлз Шваб (1862 – 1939), президент на корпорацията Berthlehem Steel.
- За приоритизиране на дневния списък със задачи те или се записват в последователността от най-висок приоритет към по-нисък приоритет, или им се дават номера, след като са записани. Дава се номер 1 на задачите с най-висок приоритет, 2 – на тези с по-нисък и така нататък. Вторият метод е по-бърз, тъй като позволява задачите да се запишат по-бързо.
- Друг начин за приоритизиране на задължитлени задачи (задачи от група A при анализа „ABCD“) е да се постави най-неприятната задача първа. Така, когато тя е изпълнена, остатъкът от списъка се усеща като по-лесен. Групи B и C също могат да си послужат с тази техника, но при тях вместо да се изпълнява първата задача веднага, тя дава мотивация да се свършат по-скоро другите задачи, за да се избегне първата.
- Напълно различен подход, който е срещу приоритизирането като цяло, е представен от британския автор Марк Фостър в книгата му „Do It Tomorrow and Other Secrets of Time Management“. Тя е базирана на идеята за работа със „затворени“ списъци със задачи, вместо традиционните „отворени“ списъци. Авторът твърди, че традиционните никога несвършващи списъци гарантират, че някои от задачите ще останат несвършени. Според неговия подход цялата работа трябва да бъде свършена всеки ден. Ако това се окаже невъзможно, то трябва да се направи оценка къде е бил проблемът и какво трябва да се промени.